# Kulinarischer Journalismus
Kulinarischer Journalismus oder Ernährungsjournalismus ist die journalistische Berichterstattung zur Herstellung und zum Konsum von Nahrung. Vor allem in den letzten Jahren wurden durch Skandale in der Produktion von Lebensmitteln, Fehlinformationen über Ernährung und die zunehmende Kennzeichnungspflicht von Lebensmitteln und deren Inhaltsstoffen der Stellenwert von kulinarischem Journalismus zunehmend erhöht. Hierbei übernehmen Journalisten die wichtige Aufklärung über nachhaltigeres, gesünderes Essen oder Slow Food und kennzeichnen somit auch den Wandel im Ernährungsbewusstsein von Menschen.

## Allgemeines
Kulinarischer Journalismus ist eine Art des Fachjournalismus, Beiträge werden größtenteils in Publikumszeitschriften und Special-Interest Zeitschriften publiziert. Neben Zeitschriften, ist aber auch das Fernsehen ein großer Träger des Ernährungsjournalismus, da vor allem visuelle Repräsentationen der Lebensmittel ansprechend für die Rezipienten sind, deshalb ist in den Printmedien anspruchsvolle Food-Fotografie ein wichtiger Teil der Beiträge. Neben Printmedien, Kochshows im TV und Radiobeiträgen spielt der kulinarische Journalismus auch im Internet in Form von Food-Blogs eine große Rolle. Hier können Journalisten, aber auch Laien ihre kulinarischen Erfahrungen teilen, diese oft auch eine starke persönliche Meinung beinhalten.
Das Themenfeld des kulinarischen Journalismus ist breit gefächert und zieht sich von Restaurantkritik, über kulinarische Reisereportagen und die bewährte Vorstellung von Rezepten und Tipps fürs Kochen. Doch auch kritischere Beiträge, die beispielsweise Skandale der Lebensmittelindustrie aufdecken, gehören zum Repertoire der Journalisten. In den letzten Jahren wurde das Themenfeld zunehmend gesellschaftsrelevant, somit liegt das Augenmerk der Journalisten jetzt auch oft auf nachhaltiger Produktion und nicht mehr nur auf der Zubereitung von Gerichten.

## Geschichte
Schon in den Hochkulturen der Sumerer im südlichen Mesopotamien wurden in der vorchristlichen Zeit bereits Rezepte und Kochanleitungen aufgeschrieben. Doch dies bezog sich nicht nur auf diese Regionen, sondern auch weltweit fand man in Ländern wie China und im alten Griechenland niedergeschriebene Rezepte und in Deutschland wurde mit „Küchenmeisterey“ 1485 erstmals ein Kochbuch publiziert. Eine weitere Vorform ist die Gastrosophie, die sich im 18./19. Jh. entwickelte und die philosophische Wissenschaft des Essens darstellte. Diese Form von Gastrokritik bezog sich zum einen auf die Qualität der Lebensmittel, aber zum anderen auch auf die soziologische und ethische Bedeutung der Esskultur. In der Mitte des 20. Jh. bildete sich der heutige kulinarische Journalismus durch Berichte in Frauenzeitschriften heraus, hier wurden vor allem Tipps fürs Kochen und Rezeptvorschläge herausgebracht. Später wurden aus diesen einzelnen Beiträgen eigenständige Zeitschriften. Seitdem wächst das Interesse der Menschen an kulinarischem Journalismus kontinuierlich, da man dadurch einen leichteren Zugang zu internationalen und speziellen Rezepten hat. Ernährungsjournalismus wächst auch weiterhin, da oft über verschiedene nachhaltige Arten der Ernährung, wie Vegetarismus und Veganismus aufgeklärt wird, die in Zukunft immer mehr Bedeutung finden.